# Helga M. Novak
Helga M. Novak (pseudónimo de Maria Karlsdottir; Berlín, 8 de septiembre de 1935 – Rüdersdorf, 24 de diciembre de 2013) fue una escritora germanoislandesa.

## Biografía
Novak creció en la Alemania del Este y estudió periodismo y filosofía en la Universidad de Leipzig. Renunció al Partido Socialista Unificado de Alemania (SED) en 1957 en protesta por la invasión soviética de Hungría de 1956.
Se trasladó a Islandia en 1961, donde se casó y tuvo dos niños antes de su divorcio.
Viajó por España, Francia, y los Etsados Unidos, antes de volver a la Alemania Oriental. Cuando su Cuando su ciudadanía fue revocada por escribir y publicar textos críticos, se mudó entre Islandia, Alemania, Polonia y Bulgaria. Por un corto periodo de tiempo, fue informante ("inoffizieller Mitarbeiter") de la Stasi alemán. En 2004, las autoridades le negaron la ciudadanía alemana. Novak murió en Berlín en 2013.

## Trabajos
- Ballade von der reisenden Anna, Neuwied 1965
- Colloquium mit vier Häuten, Neuwied 1967
- Das Gefrierhaus. Die Umgebung, Hamburg 1968 (junto a Timm Bartholl)
- Geselliges Beisammensein, Neuwied 1968
- Wohnhaft im Westend, Neuwied 1970 (junto a Horst Karasek)
- Aufenthalt in einem irren Haus, Neuwied 1971
- Seltsamer Bericht aus einer alten Stadt, Hannover 1973 (junto a Dorothea Nosbisch)
- Die Ballade von der kastrierten Puppe, Leverkusen 1975 (junto a Peter Kaczmarek)
- Balladen vom kurzen Prozess, Berlin 1975
- Die Landnahme von Torre Bela, Berlin 1976
- Margarete mit dem Schrank, Berlin 1978
- Die Eisheiligen, Darmstadt 1979
- Palisaden, Darmstadt 1980
- Vogel federlos, Darmstadt 1982
- Grünheide Grünheide, Darmstadt 1983
- Legende Transsib, Darmstadt 1985
- Märkische Feemorgana, Frankfurt am Main 1989
- Aufenthalt in einem irren Haus, Frankfurt am Main 1995
- Silvatica, Frankfurt am Main 1997
- Solange noch Liebesbriefe eintreffen, Frankfurt am Main 1999

## Premios
- 1968 Literaturpreis der Stadt Bremen
- 1979/1980 Stadtschreiber von Bergen
- 1985 Kranichsteiner Literaturpreis
- 1989 Roswitha Prize
- 1989 Ernst Reuter Prize
- 1990 Marburger Literaturpreis
- 1993 Gerrit-Engelke-Preis
- 1994 Ehrengabe der Deutschen Schillerstiftung
- 1997 Brandenburgischen Literaturpreis
- 1998 Ehrengabe der Bayerischen Akademie der Schönen Künste
- 2001 Ida-Dehmel-Literaturpreis